# Code M
Code M is een Nederlandse familiefilm uit 2015, geregisseerd door Dennis Bots.

## Verhaal
Als de grootvader van Isabel na een ongeluk in het ziekenhuis belandt, ontdekt ze in de auto van haar grootvader een geheime schatkaart die naar het zwaard van de beroemde musketier D'Artagnan leidt. Het zwaard was beloofd aan haar overgrootvader, die er al zijn hele leven naar zocht. Met deze kaart roept ze de hulp in van haar neef Rik en vriend Jules, om de code op de kaart te ontcijferen en zo het zwaard te kunnen vinden. Tijdens de zoektocht komen de drie erachter, dat ze niet de enigen zijn die belangstelling hebben voor het zwaard.

## Rolverdeling
| Acteur                | Personage       |
| --------------------- | --------------- |
| Senna Borsato         | Rik             |
| Nina Wyss             | Isabel          |
| Joes Brauers          | Jules           |
| Derek de Lint         | Opa Ber         |
| Peter Paul Muller     | Remco           |
| Raymond Thiry         | D'Artagnan      |
| Hannah van Lunteren   | Louise          |
| Lotje van Lunteren    | Jacqueline      |
| Hubert Damen          | Jonkheer Fons   |
| Leon Voorberg         | Sjef            |
| Dimme Treurniet       | Autosloper      |
| Beau Schneider        | De Montesquiou  |
| Christopher Parren    | Koning Lodewijk |
| Huug van Tienhoven    | Priester        |
| Robert de Hoog        | Monmouth        |
| Lourens van den Akker | Musketier       |
| André Rieu            | Zichzelf        |

## Productie
De film werd geproduceerd door Bijker Productions en Elbe Stevens Films. De opnames vonden plaats in de provincie Limburg. Het nummer "Replay", de titelsong uit de film werd gezongen door Ralf Mackenbach en Rachel Traets.